# Uwat (obwód tiumeński)
Uwat (ros. Уват) – wieś (sieło) w Rosji, w obwodzie tiumeńskim, ośrodek administracyjny rejonu uwackiego. W 2010 liczyła 4964 mieszkańców.